# Immeuble boulevard Joseph Tirou 155
L'immeuble boulevard Joseph Tirou 155 est un immeuble de rapport situé au boulevard Joseph Tirou à Charleroi (Belgique). Il est conçu en 1951 par l'architecte Joseph André avec la collaboration des architectes René Frère et Raymond Bayens.

## Architecture
Ce bâtiment a été construit en 1951, résultat d'une intervention entre l'architecte Joseph André et ses collaborateurs Raymond Bayens et René Frère. Il s'agit d'un bâtiment de rapport avec 6 étages au-dessus du sol dédiés aux appartements et un rez-de-chaussée commercial. Ce bâtiment d'après-guerre se caractérise par une façade sobre qui garantit un ensoleillement maximal. La distribution intérieure des logements prévoit des équipements centraux et groupés, permettant un bon ensoleillement de l'espace de vie. La composition de la façade se développe sur deux volées en saillie qui accueillent les bandeaux vitrés. Dans l'axe central en retrait, 5 bas reliefs sont distribués, délimitant les étages et faisant office d'axe de symétrie.

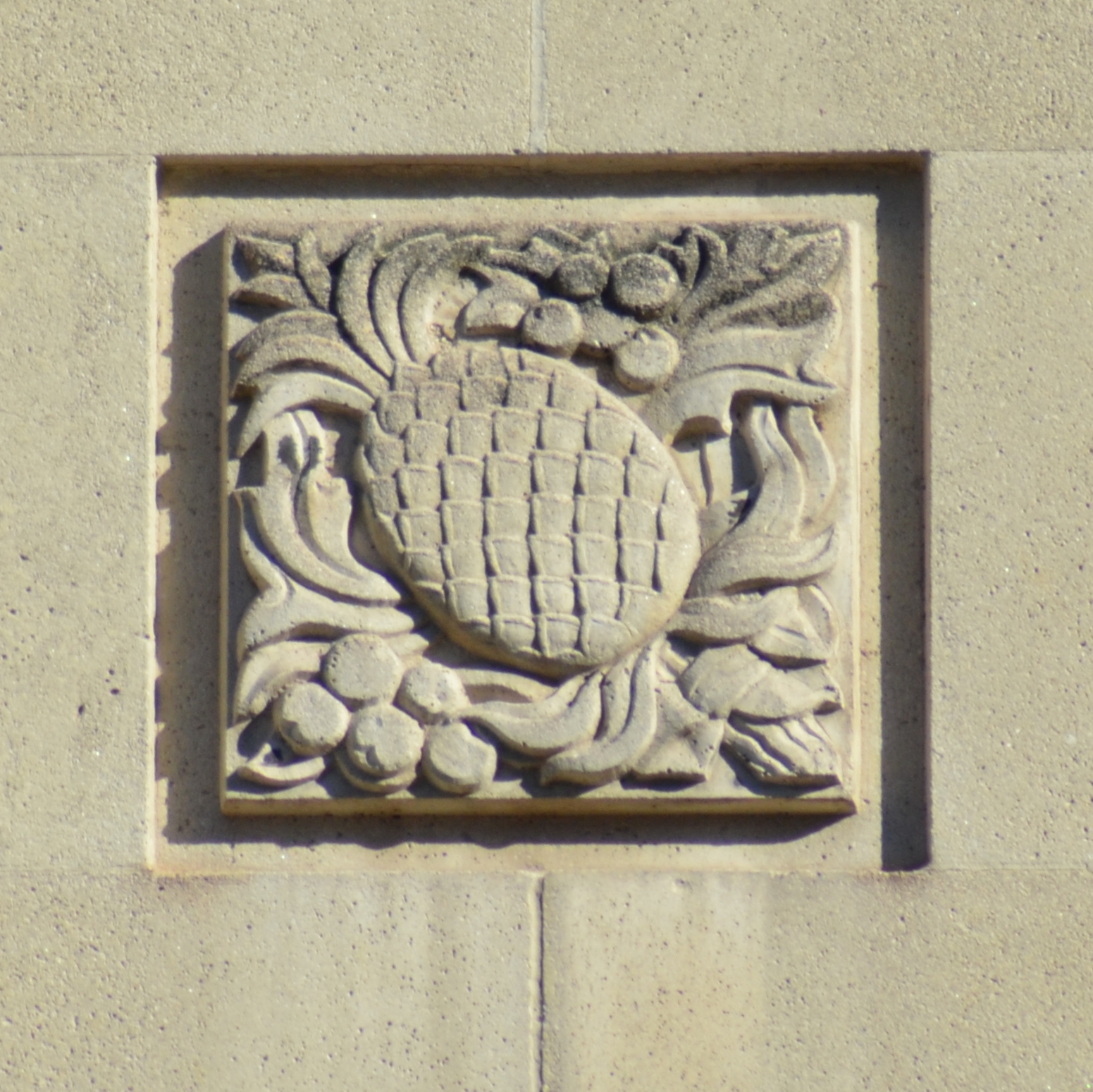
Détail du bas-relief du deuxième étage.
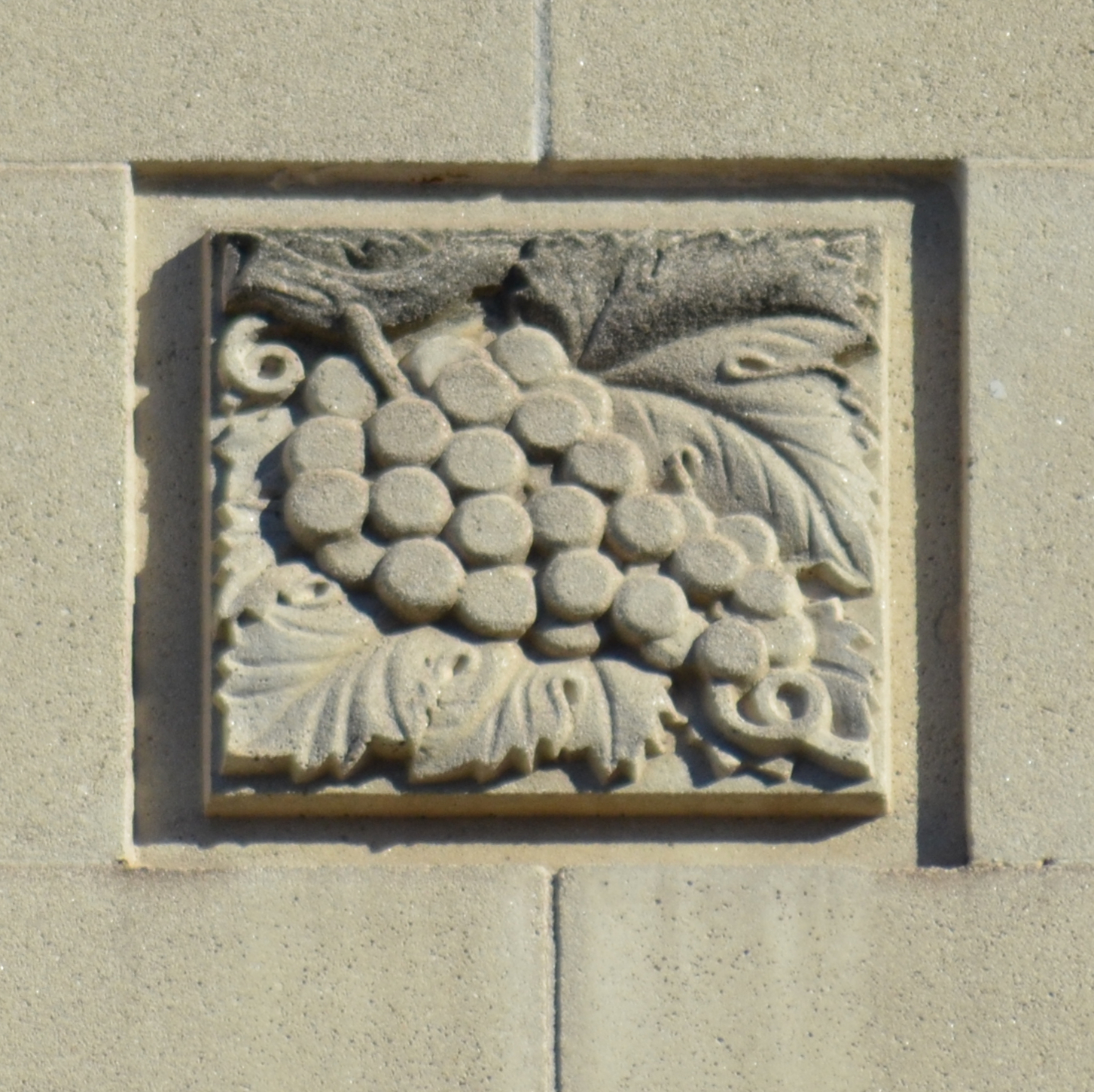
Détail du bas-relief du troisième étage.